# Prayer (album d'Hayley Westenra)
 (mars 2023).
Si vous disposez d'ouvrages ou d'articles de référence ou si vous connaissez des sites web de qualité traitant du thème abordé ici, merci de compléter l'article en donnant les références utiles à sa vérifiabilité et en les liant à la section « Notes et références ».
Albums de Hayley Westenra
Treasure
(2007) Hayley Sings Japanese Songs
(2008)
Prayer est le sixième album d'Hayley Westenra.
Il reprend essentiellement des musiques sorties séparément des propres albums d'Hayley et tout particulièrement des musiques tirées de films. 
Il contient aussi une chanson jamais enregistrée par Hayley auparavant, I'm Kissing You.

## Liste des pistes
1. Prayer
2. The Last Rose of Summer (with Méav)
3. Listen to the Wind (from The New World)
4. May It Be (from The Lord of the Rings: The Fellowship of the Ring)
5. Wiegenlied (from Lorelei)
6. Jekyll (from Jekyll)
7. Here Beside Me (from Mulan II)
8. Bridal Ballad (from The Merchant of Venice)
9. Flood (from Flood)
10. I'm Kissing You (from Romeo + Juliet)
11. Tonight (The Balcony Scene) (from West Side Story)
12. There's a Sparkle in Your Eyes (duet with Helmut Lotti)
13. You Are Water
14. Summer Rain